# Urgnano
Urgnano – miejscowość i gmina we Włoszech, w regionie Lombardia, w prowincji Bergamo.
Według danych na styczeń 2009 gminę zamieszkiwało 9391 osób przy gęstości zaludnienia 672,2 os./1 km².